# Torre Martiartu

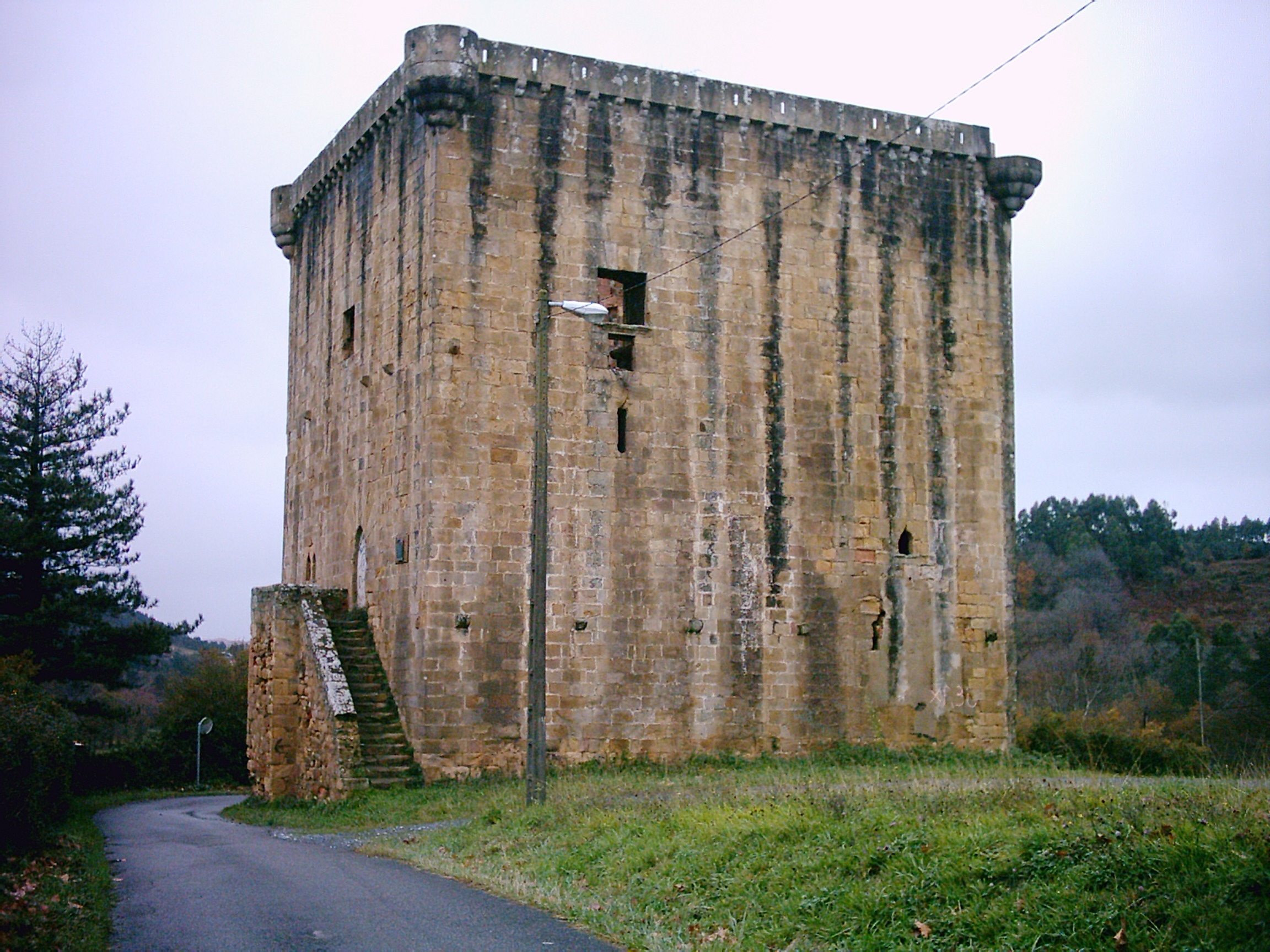
Torre Martiartu

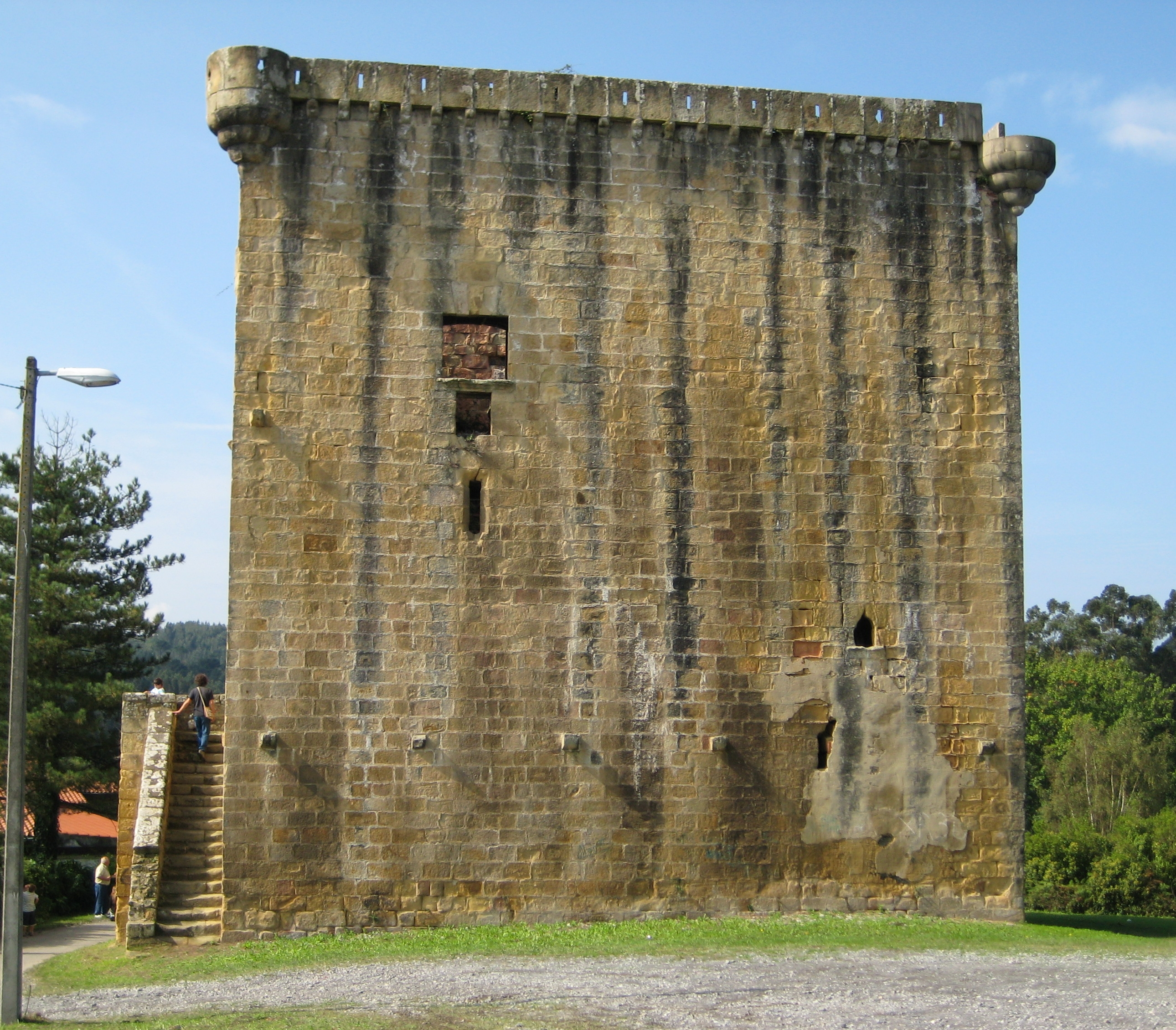
Vista exterior

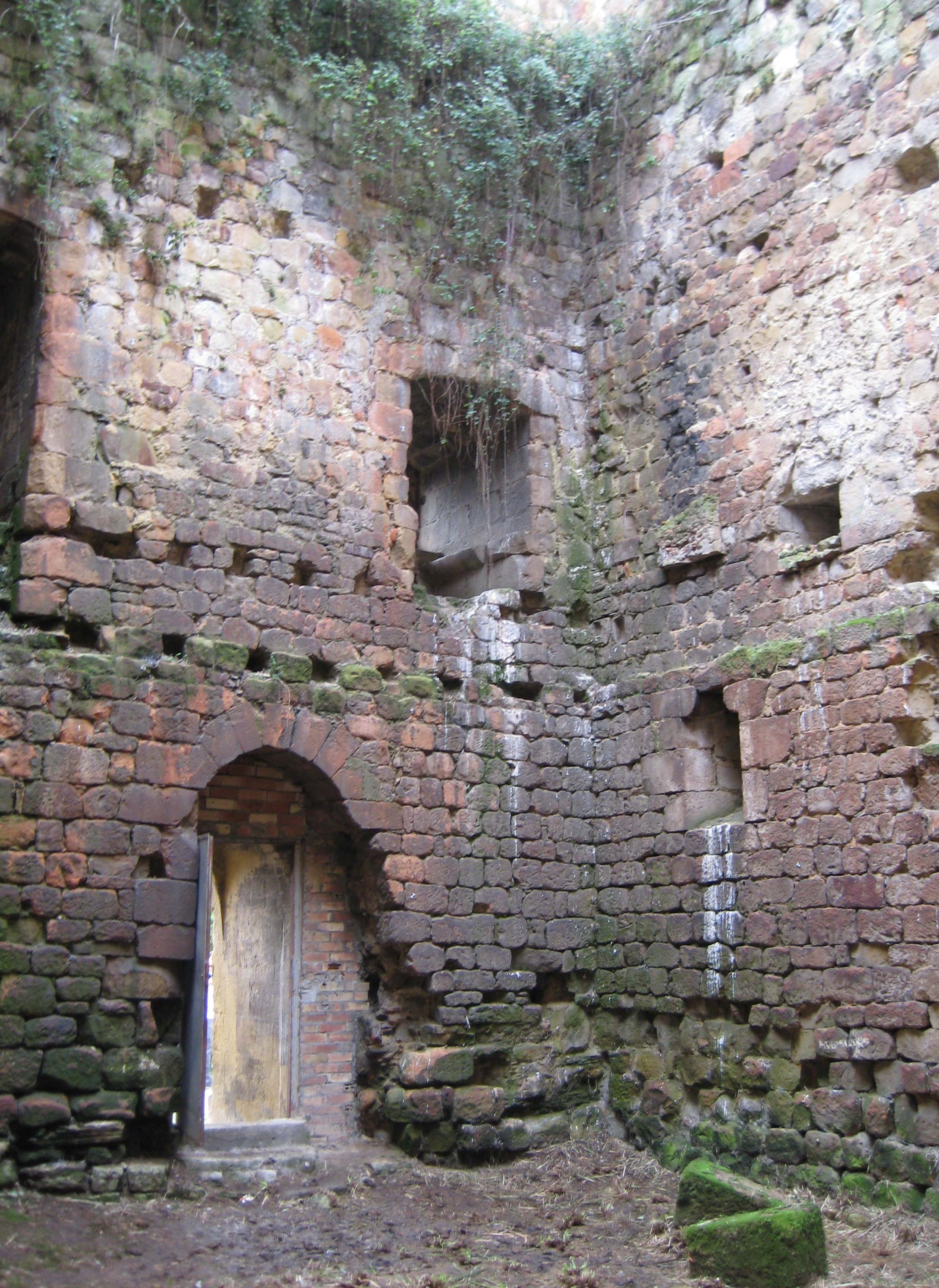
Interior

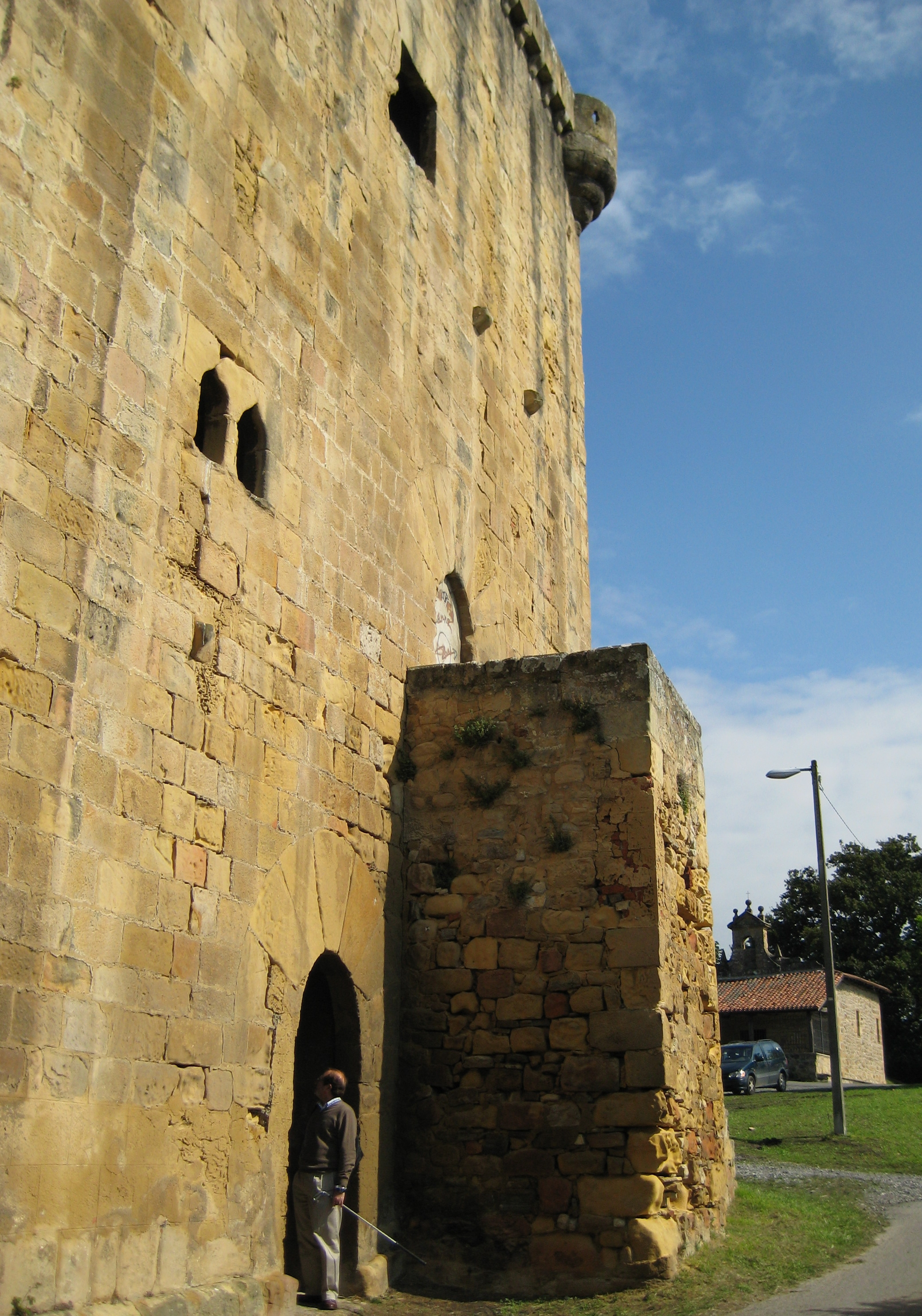
Patín, entradas y ermita

La torre Martiartu es un edificio de carácter defensivo y residencial ubicado en la parte inferior de la ladera del monte Umbe, dominando la vega del Udondo, en la zona de Martiartu, en el barrio de Goierri, en el término municipal de Erandio (Vizcaya, España). A pocos metros se encuentra la ermita de San Antonio de Martiartu y cerca los caseríos Bolue, Martusarri, Gallorta y Etxebarri.
Torre del siglo XVI al exterior, que oculta restos de la primitiva estructura medieval, de fines del siglo XIV o principios del XV. Cubo de sillería arenisca cuyo grosor de muros disminuye con la altura. Su interior está vacío, aunque en él se pueden observar restos de la construcción medieval, así como las huellas de los diferentes pisos en que se dividía la torre.
En el exterior, los muros se desarrollan perimetralmente conformando cuatro lienzos con sus respectivas fachadas, asentadas sobre un basamento que se marca al exterior por un escalonamiento visible en las fachadas sur y oeste, para salvar el desnivel del terreno sobre el que asienta. En la fachada sur se localizan dos accesos: en un primer nivel, el acceso a la planta inferior, bajo arco apuntado de gran dovelaje con su luz cegada por ladrillo y cemento, al cual se llega a través de patín. Aunque la torre es muy cerrada se observan algunos huecos, como saeteras, vanos geminados con arcos conopiales y ventanas adinteladas (éstas en el tercer nivel). 
La torre cuenta con tres plantas y en las dos últimas presenta varias hiladas de canes y ménsulas. Está rematada con crestería formada por una doble hilada de ménsulas que sustentan balaustrada horadada por aberturas alternativas, simulando almenado. En los ángulos superiores de la torre se observan cilindros apeados en repisas semicirculares decrecientes.